# 千葉直五郎
千葉 直五郎（ちば なおごろう、1888年〈明治21年〉2月7日 - 没年不明）は、日本の商人（煙草商）、会社役員。池貝鉄工所、常磐保全各監査役。

## 人物
東京府人・千葉松兵衛の長男。千葉恒次郎の甥。銀座生まれ。1926年、家督を相続する。煙草雑貨業を営む。東京在籍。住所は東京市麻布区宮村町、同市世田谷区玉川尾山町、東京市外渋谷町緑岡。

## 家族・親族
千葉家
- 祖父・眞治[7] ‐ 煙草商[8]。「松葉屋」の屋号で銀座の街頭で刻み煙草を売っていた。千葉勝五郎の義弟[9]。
- 祖母・千代（1848年 - ?、千葉常五郎の二女）[6]
- 父・千葉松兵衛（1864年 - 1926年） ‐ 東京平民、煙草製造業、千葉商会主[1]、高等演芸場取締役[2]、池貝鉄工所監査役[7]。家業の煙草商を継ぎ、輸入外国煙草に対抗して国産紙巻煙草製造の千葉商会を創業し、「牡丹」「菊世界」の銘柄を出して成功、1904年の煙草専売制により廃業し、専売公社に利権を売った金で財を成し、銀座一丁目で煙草販売店を営む傍ら各種事業に投資した[8][9][10][11][12][13]。
- 妹
  - 久（1898年 - ?、東京、千葉亀之助の妻）[4]
  - ゆう（1895年 - ?、東京、広部清一郎の妻）[4]
- 妻・長（1891年 - ?）東京、千澤専助の三女[3][5]、田中長兵衛の孫。
- 長男・千葉常五郎（1911年 - 1998） ‐ 大日本ゴルフボール製作所社長[3]。米国アマースト大学卒業後、父親の常盤保全に入社し、戦後日本初のゴルフボール製造を始める[8]。結婚祝いに父親が建てた青山の自邸は昭和前期の大規模邸宅の遺構として登録有形文化財となっている[14][8]。
  - 同妻・京子（1913年 - ?、子爵・鍋島直庸の長女）[3]
- 二男・千沢楨治 ‐ 母方の千沢家の養子となる
- 娘[3]

親戚
- 叔父・千葉恒次郎（池貝鉄工所副社長）
- 妹の久の夫・千葉亀之助（金融業、池貝鉄工所監査役）
- 妹のゆうの夫・広部清一郎（広部鉱業社長） - 広部銀行頭取・広部清兵衛の長男。
- 岳父・千沢専助 ‐ 米穀商、下谷銀行頭取、東洋財蓄銀行頭取。
- 相婿・千沢平三郎